# Axinota simulans
Axinota simulans är en tvåvingeart som beskrevs av Mercedes Delfinado 1969. Axinota simulans ingår i släktet Axinota och familjen Curtonotidae.
Artens utbredningsområde är Sri Lanka. Inga underarter finns listade i Catalogue of Life.